# Municipio de Buena Vista (Míchigan)
El municipio de Buena Vista (en inglés: Buena Vista Township) es un municipio ubicado en el condado de Saginaw en el estado estadounidense de Míchigan. En el año 2010 tenía una población de 8676 habitantes y una densidad poblacional de 92,43 personas por km².

## Geografía
El municipio de Buena Vista se encuentra ubicado en las coordenadas 43°27′12″N 83°51′32″O / 43.45333, -83.85889. Según la Oficina del Censo de los Estados Unidos, el municipio tiene una superficie total de 93.87 km², de la cual 91.88 km² corresponden a tierra firme y (2.11%) 1.98 km² es agua.

## Demografía
Según el censo de 2010, había 8676 personas residiendo en el municipio de Buena Vista. La densidad de población era de 92,43 hab./km². De los 8676 habitantes, el municipio de Buena Vista estaba compuesto por el 31.47% blancos, el 61.08% eran afroamericanos, el 0.63% eran amerindios, el 0.3% eran asiáticos, el 0.02% eran isleños del Pacífico, el 3.26% eran de otras razas y el 3.24% pertenecían a dos o más razas. Del total de la población el 9.26% eran hispanos o latinos de cualquier raza.